# Građanski nogometni klub Dinamo Zagreb 2021-2022
Questa voce raccoglie le informazioni riguardanti il Građanski nogometni klub Dinamo Zagreb nelle competizioni ufficiali della stagione 2021-2022.

## Rosa
| N. |                                 | Ruolo | Calciatore       |
| -- | ------------------------------- | ----- | ---------------- |
| 1  | Croazia (bandiera)              | P     | Danijel Zagorac  |
| 2  | Iran (bandiera)                 | D     | Sadegh Moharrami |
| 3  | Croazia (bandiera)              | D     | Daniel Štefulj   |
| 5  | Macedonia del Nord (bandiera)   | C     | Arijan Ademi     |
| 6  | Danimarca (bandiera)            | D     | Rasmus Lauritsen |
| 7  | Croazia (bandiera)              | C     | Luka Ivanušec    |
| 8  | Bosnia ed Erzegovina (bandiera) | C     | Amer Gojak       |
| 9  | Serbia (bandiera)               | A     | Komnen Andrić    |
| 10 | Croazia (bandiera)              | A     | Bruno Petković   |
| 11 | Azerbaigian (bandiera)          | A     | Mahir Emreli     |
| 12 | Croazia (bandiera)              | D     | Petar Bočkaj     |
| 13 | Macedonia del Nord (bandiera)   | D     | Stefan Ristovski |
| 24 | Croazia (bandiera)              | C     | Marko Tolić      |
| 27 | Croazia (bandiera)              | C     | Josip Mišić      |

| N. |                                 | Ruolo | Calciatore                |
| -- | ------------------------------- | ----- | ------------------------- |
| 28 | Francia (bandiera)              | D     | Kévin Théophile-Catherine |
| 31 | Croazia (bandiera)              | C     | Marko Bulat               |
| 35 | Croazia (bandiera)              | C     | Ivan Šaranić              |
| 37 | Croazia (bandiera)              | D     | Josip Šutalo              |
| 38 | Croazia (bandiera)              | C     | Bartol Franjić            |
| 39 | Australia (bandiera)            | A     | Deni Jurić                |
| 40 | Croazia (bandiera)              | P     | Dominik Livaković         |
| 46 | Croazia (bandiera)              | C     | Martin Baturina           |
| 55 | Croazia (bandiera)              | D     | Dino Perić                |
| 66 | Austria (bandiera)              | D     | Emir Dilaver              |
| 70 | Bosnia ed Erzegovina (bandiera) | A     | Luka Menalo               |
| 77 | Croazia (bandiera)              | A     | Dario Špikić              |
| 99 | Croazia (bandiera)              | A     | Mislav Oršić              |

## Risultati

### Prva HNL
| Arbitro: | Marin Vidulin |

|  |           |                              |
|  | Marcatori | 50’ Krstanović 84’ Bogojević |

| Arbitro: | Ante Čuljak |

|  |           |                                          |
|  | Marcatori | 19’, 53’ Majer 36’ Šutalo 48’ Gavranović |

| Arbitro: | Tihomir Pejin |

|                              |           |                          |
| Perić 9’ Majer 32’ Oršić 59’ | Marcatori | 23’, 38’ Issah 43’ Drmić |

| Arbitro: | Dario Bel |

|                 |           |  |
| Doka 36’ (aut.) | Marcatori |  |

| Arbitro: | Dario Kulušić |

|           |           |  |
| Oršić 77’ | Marcatori |  |

| Arbitro: | Ivan Bebek |

|  |           |                             |
|  | Marcatori | 33’ Jakić 65’ (aut.) Lončar |

| Arbitro: | Tihomir Pejin |

|                            |           |  |
| Lauritsen 68’ Ivanušec 78’ | Marcatori |  |

| Arbitro: | Dario Kulušić |

|           |           |                                         |
| Grgić 80’ | Marcatori | 23’ Jurić 44’ Oršić 50’Petković 76’ Čop |

| Arbitro: | Zdenko Lovrić |

|                                                                                      |           |  |
| Mišić 22’ Menalo 45+1’, 65’ Ivanušec 50’ Špikić 60’ Andrić 69’ Bulat 82’ Tolić 90+3’ | Marcatori |  |

| Arbitro: | Igor Pajač |

|                             |           |                                            |
| Drmić 7’, 38’ Velkovski 41’ | Marcatori | 58’ (rig.), 65’ (rig.) Petković 82’ Andrić |

| Arbitro: | Mario Zebec |

|           |           |           |
| Perić 84’ | Marcatori | 79’ Beljo |

| Arbitro: | Zdenko Lovrić |

|  |           |                                |
|  | Marcatori | 31’ (rig.) Petković 37’ Andrić |

| Arbitro: | Igor Pajač |

|          |           |  |
| Marić 8’ | Marcatori |  |

| Arbitro: | Duje Strukan |

|              |           |            |
| Petković 80’ | Marcatori | 16’ Fiolić |

| Arbitro: | Mario Zebec |

|             |           |                               |
| Jakoliš 75’ | Marcatori | 19’ Ivanušec 80’ (aut.) Perić |

| Arbitro: | Zdenko Lovrić |

|  |           |                         |
|  | Marcatori | 60’ Livaja 90+4’ Sahiti |

| Arbitro: | Mario Zebec |

|                           |           |  |
| Andrić 13’ Oršić 19’, 25’ | Marcatori |  |

| Arbitro: | Duje Strukan |

|  |           |                           |
|  | Marcatori | 10’ Gojak 90+8’ Ristovski |

| Arbitro: | Dario Kulušić |

|  |           |                      |
|  | Marcatori | 18’ Perić 68’ Andrić |

| Arbitro: | Igor Pajač |

|                      |           |  |
| Šutalo 21’ Oršić 42’ | Marcatori |  |

| Arbitro: | Zdenko Lovrić |

|                |           |                       |
| Mišković 45+1’ | Marcatori | 30’, 55’ (rig.) Oršić |

| Arbitro: | Dario Bel |

|                     |           |           |
| Ademi 55’ Oršić 89’ | Marcatori | 64’ Kalik |

| Zagabria 20 febbraio 2022, ore 17:05 CET (UTC+1) 24ª giornata | Dinamo Zagabria | 0 – 0 referto | Lokomotiva Zagabria | Stadion Maksimir (1 886 spett.)\| Arbitro: \| Igor Pajač \| |
| Arbitro:                                                      | Igor Pajač      |               |                     |                                                             |

| Arbitro: | Igor Pajač |

|           |           |  |
| Mance 77’ | Marcatori |  |

| Arbitro: | Zdenko Lovrić |

|                                      |           |  |
| Bočkaj 16’ Petković 58’ Baturina 76’ | Marcatori |  |

| Spalato 12 marzo 2022, ore 18:00 CET (UTC+1) 27ª giornata | Hajduk Spalato | 0 – 0 referto | Dinamo Zagabria | Stadio Poljud (30 129 spett.)\| Arbitro: \| Dario Bel \| |
| Arbitro:                                                  | Dario Bel      |               |                 |                                                          |

| Arbitro: | Mario Zebec |

|  |           |           |
|  | Marcatori | 20’ Oršić |

| Arbitro: | Ante Čuljak |

|                               |           |  |
| Andrić 46’ Smolčić 81’ (aut.) | Marcatori |  |

| Arbitro: | Mario Zebec |

|                 |           |                      |
| Gnezda Čerin 6’ | Marcatori | 80’ Emreli 86’ Ademi |

| Arbitro: | Dario Kulušić |

|                            |           |  |
| Oršić 8’, 45+1’ Emreli 50’ | Marcatori |  |

| Arbitro: | Igor Pajač |

|                |           |  |
| N. Kalinić 63’ | Marcatori |  |

| Arbitro: | Zdenko Lovrić |

|  |           |           |
|  | Marcatori | 86’ Ademi |

| Arbitro: | Ivan Bebek |

|                      |           |                  |
| Kulenović 30’ (rig.) | Marcatori | 50’ (aut.) Soldo |

| Arbitro: | Igor Pajač |

|                                 |           |  |
| Oršić 35’ Špikić 60’ Menalo 81’ | Marcatori |  |

| Arbitro: | Mario Zebec |

|  |           |                      |
|  | Marcatori | 39’ Tolić 53’ Bočkaj |

| Arbitro: | Patrik Kolarić |

|                                          |           |              |
| Petković 53’ Oršić 90+9’ Baturina 90+10’ | Marcatori | 90+4’ Livaja |

### Coppa di Croazia
| Arbitro: | Mario Zebec |

|           |           |                                         |
| Fatić 62’ | Marcatori | 28’ Čop 46’ Leovac 56’ Jurić 69’ Menalo |

| Arbitro: | Dario Kulušić |

|                      |           |                               |
| Gbane 33’ Čikvar 35’ | Marcatori | 2’ Gojak 40’ Andrić 71’ Oršić |

| Arbitro: | Mario Zebec |

|           |           |                                   |
| Tolić 73’ | Marcatori | 27’ Obregón 30’ Drmić 90+7’ Murić |

### UEFA Champions League

#### Primo turno preliminare
| Arbitro: | Genc Nuza |

|                                |           |                                  |
| Ademi 8’, 72’ Majer 41’ (rig.) | Marcatori | 88’ K. Sigurðsson 89’ Adolphsson |

| Arbitro: | Zaven Hovhannisyan |

|  |           |                        |
|  | Marcatori | 31’ Ivanušec 89’ Oršić |

#### Secondo turno preliminare
| Arbitro: | Paweł Gil |

|                     |           |  |
| Majer 65’ Jakić 81’ | Marcatori |  |

| Arbitro: | Glenn Nyberg |

|  |           |            |
|  | Marcatori | 79’ Menalo |

#### Terzo turno preliminare
| Arbitro: | Antonio Mateu Lahoz |

|              |           |          |
| Petković 60’ | Marcatori | 82’ Muçi |

| Arbitro: | Benoît Bastien |

|  |           |             |
|  | Marcatori | 20’ Franjić |

#### Turno di Play-off
| Arbitro: | Cüneyt Çakır |

|                             |           |  |
| Traoré 45’, 80’ Kolovos 54’ | Marcatori |  |

| Zagabria 25 agosto 2021, ore 21:00 EEST (UTC+3) Ritorno | Dinamo Zagabria | 0 – 0 referto | Sheriff Tiraspol | Stadion Maksimir (8 015 spett.)\| Arbitro: \| Daniele Orsato \| |
| Arbitro:                                                | Daniele Orsato  |               |                  |                                                                 |

### UEFA Europa League

#### Fase a gironi
| Arbitro: | Ruddy Buquet |

|  |           |                      |
|  | Marcatori | 22’ Antonio 50’ Rice |

| Arbitro: | Mattias Gestranius |

|  |           |                                                |
|  | Marcatori | 10’ Ivanušec 45+3’ (rig.), 67’ (rig.) Petković |

| Arbitro: | Kateryna Monzul |

|                      |           |           |
| Grüll 9’ Hofmann 34’ | Marcatori | 24’ Oršić |

| Arbitro: | John Beaton |

|                                    |           |                |
| Petković 12’ Andrić 34’ Šutalo 83’ | Marcatori | 8’ Knasmüllner |

| Arbitro: | Glenn Nyberg |

|            |           |          |
| Menalo 35’ | Marcatori | 45’ Ugbo |

| Arbitro: | Maurizio Mariani |

|  |           |          |
|  | Marcatori | 4’ Oršić |

#### Fase a eliminazione diretta

##### Play-off
| Arbitro: | Marco Guida |

|                                              |           |           |
| Rakitić 13’ (rig.) Ocampos 44’ Martial 45+1’ | Marcatori | 41’ Oršić |

| Arbitro: | François Letexier |

|                  |           |  |
| Oršić 65’ (rig.) | Marcatori |  |

## Statistiche

### Statistiche di squadra
| Competizione          | Punti | In casa | In casa | In casa | In casa | In casa | In casa | In trasferta | In trasferta | In trasferta | In trasferta | In trasferta | In trasferta | Totale | Totale | Totale | Totale | Totale | Totale | DR  |
| Competizione          | Punti | G       | V       | N       | P       | Gf      | Gs      | G            | V            | N            | P            | Gf           | Gs           | G      | V      | N      | P      | Gf     | Gs     | DR  |
| --------------------- | ----- | ------- | ------- | ------- | ------- | ------- | ------- | ------------ | ------------ | ------------ | ------------ | ------------ | ------------ | ------ | ------ | ------ | ------ | ------ | ------ | --- |
| 1. HNL                | 79    | 18      | 12      | 4       | 2       | 38      | 11      | 18           | 12           | 3            | 3            | 30           | 11           | 36     | 24     | 7      | 5      | 68     | 22     | +46 |
| Coppa di Croazia      | -     | 1       | 0       | 0       | 1       | 1       | 3       | 2            | 2            | 0            | 0            | 7            | 3            | 4      | 2      | 0      | 1      | 8      | 6      | +2  |
| UEFA Champions League | -     | 4       | 2       | 2       | 0       | 6       | 3       | 4            | 3            | 0            | 1            | 4            | 3            | 8      | 5      | 2      | 1      | 10     | 6      | +4  |
| UEFA Europa League    | -     | 4       | 2       | 1       | 1       | 5       | 4       | 4            | 2            | 0            | 2            | 6            | 5            | 8      | 4      | 1      | 3      | 11     | 9      | +2  |
| Totale                | -     | 27      | 16      | 7       | 4       | 50      | 21      | 28           | 19           | 3            | 6            | 47           | 22           | 55     | 35     | 10     | 10     | 97     | 43     | +54 |

### Andamento in campionato
| Giornata  | 1 | 2 | 3 | 4 | 5 | 6 | 7 | 8 | 9 | 10 | 11 | 12 | 13 | 14 | 15 | 16 | 17 | 18 | 19 | 20 | 21 | 22 | 23 | 24 | 25 | 26 | 27 | 28 | 29 | 30 | 31 | 32 | 33 | 34 | 35 | 36 |
| --------- | - | - | - | - | - | - | - | - | - | -- | -- | -- | -- | -- | -- | -- | -- | -- | -- | -- | -- | -- | -- | -- | -- | -- | -- | -- | -- | -- | -- | -- | -- | -- | -- | -- |
| Luogo     | C | T | C | T | C | C | T | C | T | T  | C  | T  | C  | T  | T  | C  | T  | C  | C  | T  | C  | T  | C  | C  | T  | C  | T  | T  | C  | T  | C  | T  | T  | C  | T  | C  |
| Risultato | P | V | N | V | V | V | V | V | P | V  | V  | N  | N  | V  | P  | N  | V  | P  | V  | V  | V  | V  | V  | N  | P  | V  | N  | V  | V  | V  | V  | V  | N  | V  | V  | V  |
| Posizione | 8 | 4 | 5 | 4 | 3 | 2 | 1 | 1 | 3 | 3  | 2  | 3  | 3  | 1  | 3  | 3  | 3  | 4  | 2  | 1  | 1  | 1  | 1  | 1  | 2  | 1  | 1  | 1  | 1  | 1  | 1  | 1  | 1  | 1  | 1  | 1  |

Fonte:  1. HNL 2021/2022, su weltfussball.de.
Legenda:

Luogo: C = Casa; T = Trasferta. Risultato: V = Vittoria; N = Pareggio; P = Sconfitta.